# Pablo Lastras

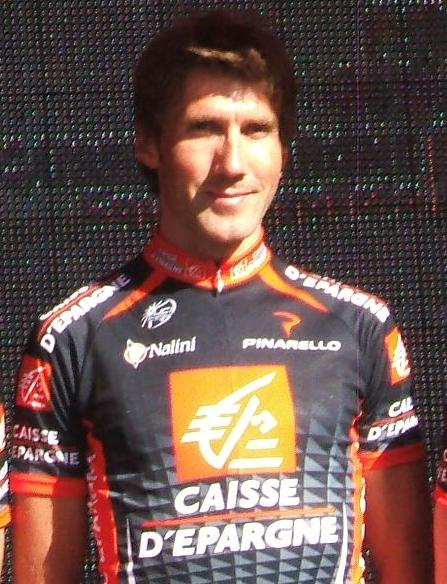
Pablo Lastras bei der Tour Down Under 2009

Pablo Lastras García (* 20. Januar 1976 in Madrid) ist ein ehemaliger spanischer Radrennfahrer.

## Karriere
Lastras gewann 1997 und 2001 das Memorial Manuel Galera. Er fuhr zwischen 1998 und 2015 ununterbrochen für das Radsportteam von Eusebio Unzué, das 1998 Banesto hieß. Er galt dabei als loyaler Domestik und bestritt in dieser Funktion 17 Grand Tours, von denen er 15 beendete. Dabei erzielte Lastras aber auch individuelle Erfolge und gewann eine Etappe des Giro d’Italia 2001, zwei Etappen der Vuelta a España 2002 und eine 2011. Bei der Tour de France siegte er auf der 18. Etappe im Sprint einer Ausreißergruppe. Außerdem gewann er die Gesamtwertungen der Burgos-Rundfahrt 2003 und der Ruta del Sol 2008 sowie Tagesabschnitte weiterer Etappenrennen. Nachdem er bei der Katalonien-Rundfahrt 2015 bei einem Sturz einen Beckenbruch erlitten hatte und monatelang ausgefallen war, erklärte er zum Saisonende seinen Rücktritt vom aktiven Radsport.
Derzeit ist er Sportlicher Leiter beim Unzués Mannschaft.

## Erfolge
1999
- eine Etappe Grande Prémio Internacional de Torres Vedras
- eine Etappe Portugal-Rundfahrt

2001
- eine Etappe Giro d’Italia
- eine Etappe Portugal-Rundfahrt

2002
- zwei Etappen Vuelta a España

2003
- eine Etappe Tour de France
- eine Etappe Vuelta a Castilla y León
- Gesamtwertung Burgos-Rundfahrt

2005
- eine Etappe Tour de Suisse

2007
- eine Etappe ENECO Tour

2008
- Gesamtwertung Ruta del Sol

2011
- Mannschaftszeitfahren Burgos-Rundfahrt
- eine Etappe Vuelta a España

2012
- Mannschaftszeitfahren Vuelta a España

## Platzierungen bei den Grand Tours
| Grand Tour            | 2001 | 2002 | 2003 | 2004 | 2005 | 2006 | 2007 | 2008 | 2009 | 2010 | 2011 | 2012 | 2013 | 2014 | 2015 |
| --------------------- | ---- | ---- | ---- | ---- | ---- | ---- | ---- | ---- | ---- | ---- | ---- | ---- | ---- | ---- | ---- |
| Giro d’ItaliaGiro     | 49   | −    | −    | −    | −    | −    | 42   | 64   | 45   | 113  | 38   | DNF  | 85   | −    | −    |
| Tour de FranceTour    | −    | −    | 67   | −    | −    | −    | −    | −    | −    | −    | −    | −    | −    | −    | −    |
| Vuelta a EspañaVuelta | −    | 17   | 55   | 38   | 19   | 48   | −    | −    | −    | −    | 44   | 74   | DNF  | −    | −    |